# Comtes de Hohenberg
La famille des comtes de Hohenberg est une ancienne dynastie souabe issue de la noblesse du Saint-Empire romain. Au XIIIe siècle, ils figuraient parmi les familles les plus puissantes au sud-ouest de la Germanie, dans l'actuel land du Bade-Wurtemberg. 

## Origine
Les comtes de Hohenberg sont évoqués pour la première fois en 1170 dans un acte de l'empereur Frédéric Barberousse. Il est vraisemblable que cette lignée remonte à une branche de la maison de Hohenzollern dans le duché de Souabe : leur ancêtre Burchard II († vers 1154) était un fils cadet du comte Frédéric de Zollern et l'oncle de Frédéric III qui fut nommé burgrave de Nuremberg en 1191. Au XIe siècle déjà, les comtes
avaient érigé le château d'Oberhohenberg sur une arête rocheuse dans le Jura souabe près de Schömberg.
La dynastie avait préparé par des mariages la fusion avec le comté palatin de Tübingen, donnant aux comtes la possibilité d'acquérir les domaines de Nagold et de Horb. Vers l'an 1245, la fille aînée du comte Burchard III de Hohenberg, Gertrude († 1281), épousa Rodolphe de Habsbourg qui fut élu roi des Romains en 1273. Son frère Albert II de Hohenberg
bénéficie de l'union conjugale ; nommé Vogt (bailli) dans l'ancien duché de Souabe, il fonda dans cette région la ville de Rottenburg et en fit le centre de sa seigneurie sur les rives du Neckar. 
Néanmoins, en raison de difficultés économiques liés à la division des héritages ainsi qu'aux coûts élevés de leur vie courtoise, les comtes ont dû mettre en gage ou vendre de larges parties de leur propriété. En 1381, Rodolphe III de Hohenberg-Rottenburg († 1389), endetté et sans héritier mâle, a aliéné son comté en grande partie à Léopold III de Habsbourg, régent de l'Autriche antérieure. La fille de Rodolphe, Marguerite de Hohenberg, a épousé le margrave Bernard Ier de Bade ; toutefois, le mariage reste sans enfants. Les deux autres branches de la famille ont peu à peu vendu leurs domaines aux comtes de Wurtemberg. Cent ans plus tard, à la mort du comte Sigismond de Hohenberg-Wildberg en 1486, la dynastie s'est éteinte.

## Titre relevé
Le titre de comte de Hohenberg a été rétabli par la maison de Habsbourg, descendants de Gertrude de Hohenberg, en faveur du margrave Charles de Burgau (1560–1618), fils cadet de l'archiduc Ferdinand II d'Autriche et de son épouse morganatique Philippine Welser. Les enfants de Charles, issus de ses liaisons extra-conjugales, portent le titre de baron de Hohenberg.
En 1900, l'épouse morganatique de l'archiduc François-Ferdinand d'Autriche, la comtesse Sophie Chotek, fut créée duchesse de Hohenberg par l'empereur François-Joseph Ier et transmit son titre à ses descendants.

## Armes

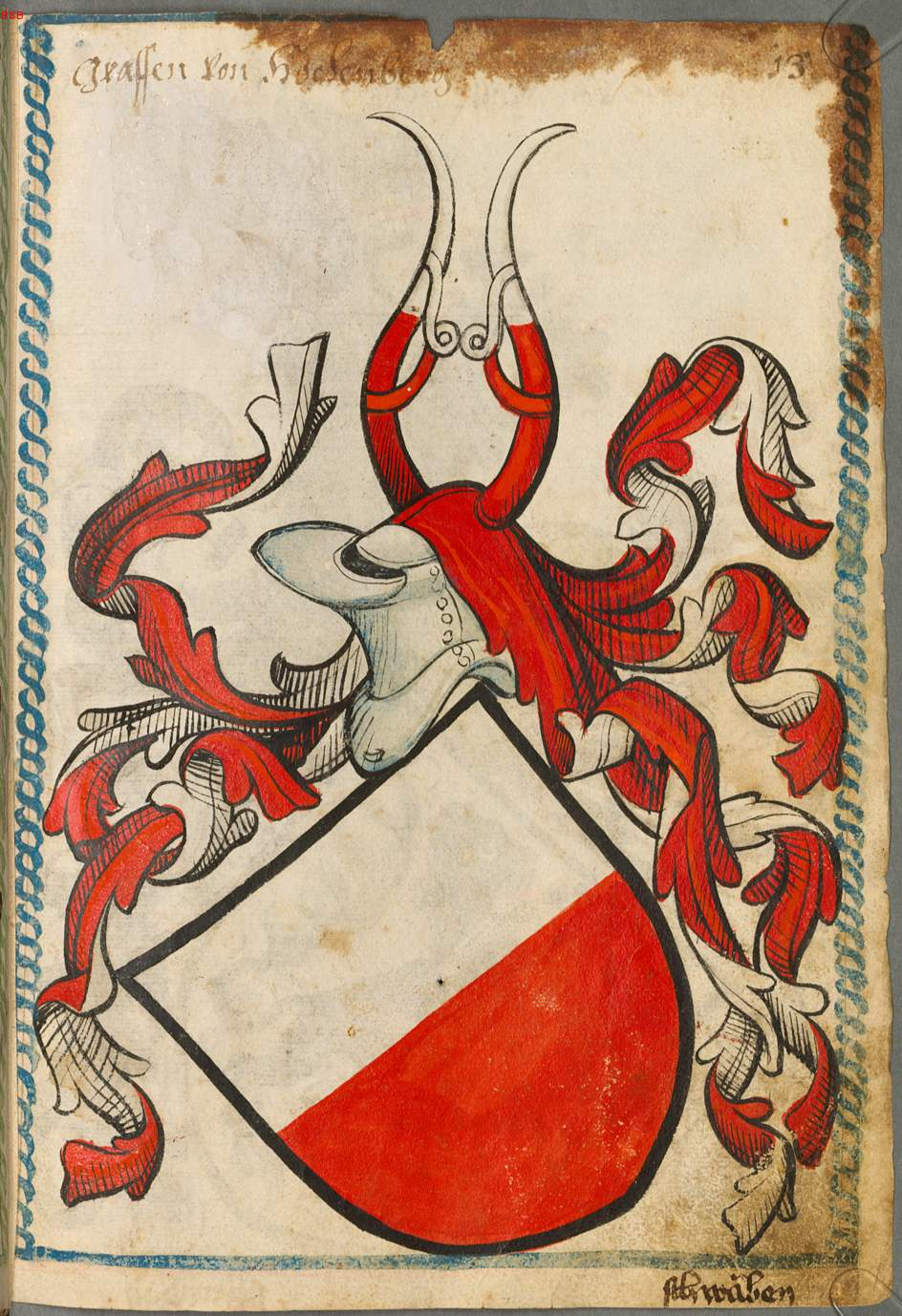
Les armoiries des comtes de Hohenberg (livre amorial de Scheibler), vers 1450.